# Pentaster
Genre
Pentaster est un genre d'étoiles de mer tropicales de la famille des Oreasteridae.

## Description
Ce sont des étoiles régulières, très boudinées (un peu comme Choriaster granulatus), avec une surface dépourvue de piquants ou de gros tubercules, mais constellée de tout petits tubercules, et des bras au bout légèrement pointu plutôt qu'aplati.

## Liste d'espèces
Selon World Register of Marine Species (1 octobre 2014) :
- Pentaster hybridus Döderlein, 1936
- Pentaster obtusatus (Bory de St. Vincent, 1827) (Philippines, Pacifique central)

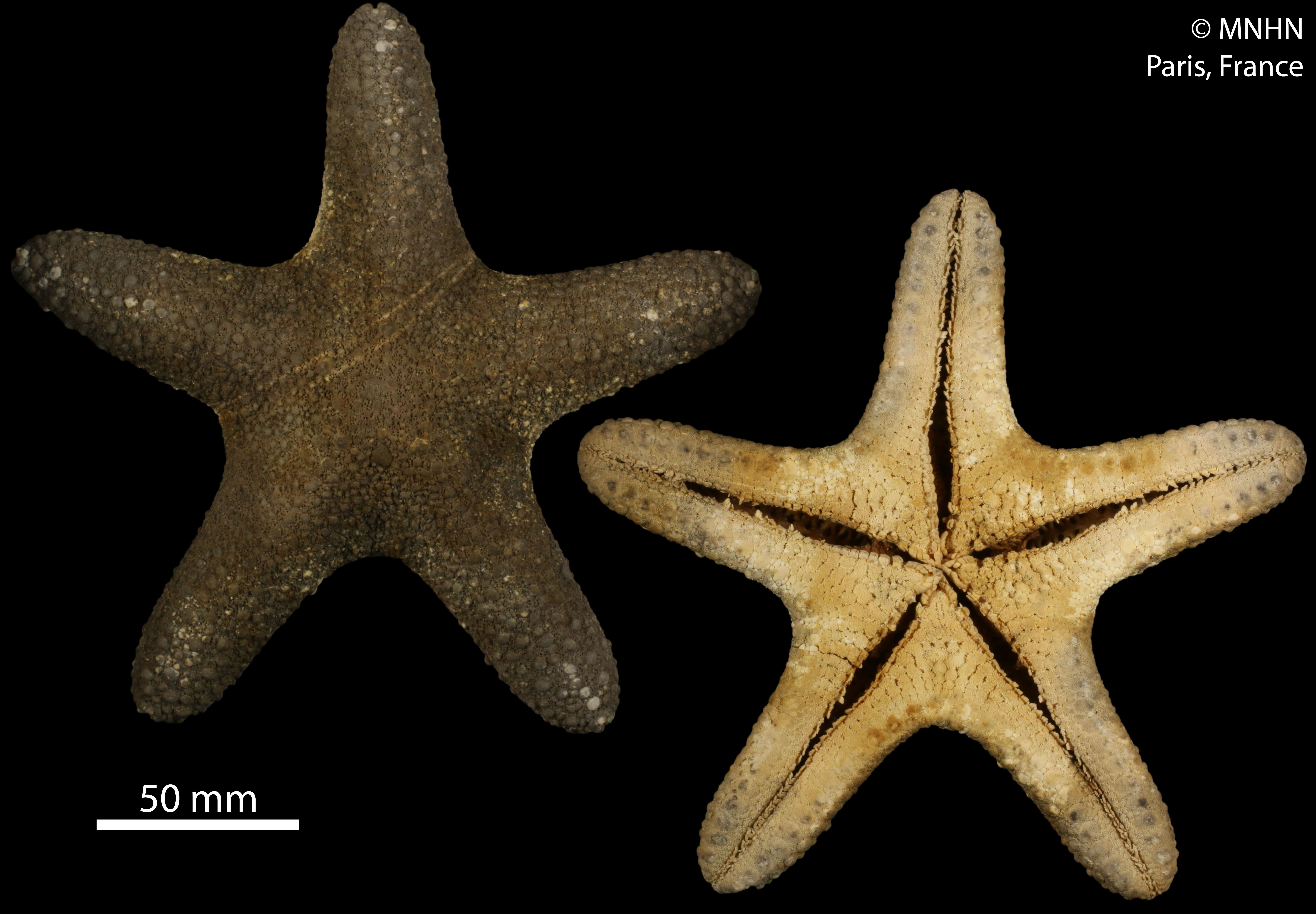
Pentaster obtusatus séchée (spécimen préservé au MNHN)